# Анархистская символика
Анархи́стская симво́лика — символы, использовавшиеся и используемые анархистами.
Анархисты использовали различные символы для своей деятельности; наиболее часто использовались буква «А» в круге и чёрный флаг. Анархистские символы широко распространились в массовой культуре примерно с начала XXI века наряду с символами антиглобалистского движения. С анархистской символикой также тесно связана субкультура панк.

## А в круге

### Описание
А в круге — определённо, самый известный на сегодняшний день символ анархизма. Это монограмма, которая состоит из заглавной буквы «А», окруженной заглавной буквой «O». Буква «А» происходит от начальной буквы слов «анархия» и «анархизм» в большинстве европейских языков, которая одинаково выглядит как в латинском шрифте, так и в кириллице. Буква «О» означает «порядок» (фр. ordre). Вместе они означают «Анархия — мать порядка» — знаменитую фразу Прудона.

Код Unicode для этого символа (Ⓐ) — U+24B6.

А в круге
А в круге (панк-стиль)

### Доанархистское использование

Иллюстрация из книги Spiegel der Kunst und Natur, 1615

Символ А в круге можно встретить ещё в книге Штефан Михельспахер Spiegel der Kunst und Natur (Зеркало искусства и природы), опубликованной в Аусбурге в 1615 г. Это была работа по алхимии, написанная под влиянием взглядов Агриппы на Каббалу и магию. Адам МакЛин описывает центральную часть рисунка как «две диаграммы с немецким GOTT (Бог), расположенным по углам и буквами альфа и омега, а также монограммой, которая может означать имя Бога, Agla.» Это означает начало — альфу, и конец — омегу (первую и последнюю буквы греческого алфавита) и восходит к Книге Откровения, где говорится, что Иисус есть «Альфа и Омега, Начало и Конец, Первый и Последний» (22:13).

### История анархистского использования
Впервые А-в-круге было использовано Федеральным Советом Испании Международной Рабочей Ассоциации (1-й Интернационал).
Позже этот символ использовался во время гражданской войны в Испании. Сохранилась фотография анархиста из «ударной группы», на обратной стороне чьего шлема чётко изображено «А в круге». Позже этот символ был перенят Брюссельской организацией Alliance Ouvriere Anarchiste (АОА) 25 ноября 1956 года, а ещё позже — французской организацией Jeunesse Libertaire («Либертарная Молодёжь») в 1964 году.
Особенно известным символ стал в середине 1970-х годов с развитием панк-движения. Именно панк-культура понесла символ «в массы», немного изменив его: буква А выходит за рамки круга. Поэтому многие анархисты избегают использовать этот символ, так как считают, что он ассоциируется прежде всего с панк-культурой, а не с серьёзной анархической идеологией и более коммерциализован.

## Анархистский чёрный крест
Главной задачей организации «Анархистский чёрный крест» является ликвидация всех тюрем. Она впервые возникла в царской России как организация, поддерживающая политических заключённых. Их символом является чёрный крест, увенчанный сжатым кулаком, символом, также связанным с анархизмом, отрицанием власти. Кулак также означает союз, так как «слабые пальцы, объединяясь, образуют сильный кулак».
Крест является модификацией эмблемы Красного Креста, используемой Международным Комитетом Красного Креста, крупнейшей мировой гуманитарной организацией. Изначально называясь «Анархистский красный крест», организация изменила своё название в 1919, чтобы избежать путаницы с Международным Комитетом Красного Креста, который тоже начал работу по освобождению заключённых.

## Чёрная кошка
Чёрная (также дикая) кошка, как правило, с выгнутой спиной и выпущенными когтями, тесно связана с анархизмом, а особенно с анархо-синдикализмом. Дизайн символа был разработан Ральфом Чаплиным, игравшим значительную роль в организации «Индустриальные рабочие мира — ИРМ» (Industrial Workers of the World — IWW). Символ призывает к диким стачкам и радикальному унионизму. IWW был важным индустриальным профсоюзом и первым американским профсоюзом, принимавшим и организовывавшим женщин и цветных. Он сыграл немаловажную роль в установлении 8-часового рабочего дня и в борьбе за свободу слова в начале XX века в США.
Происхождение символа чёрной кошки неясно, но, согласно одной истории, всё началось на одной неудачной поначалу стачке. Несколько участников забастовки были избиты и попали в госпиталь. В то же время в лагерь бастующих забрела тощая чёрная кошка. Рабочие начали подкармливать её и как только она начала поправляться, дела бастующих тоже пошли на поправку. В конце концов рабочие добились желаемого и с тех пор чёрная кошка стала их талисманом.
Возможно, также, что «чёрная» дикая кошка появилась благодаря игре слов. На английском — забастовка (walkout) созвучно выражению — дикая кошка (wild cat); в пользу этой версии говорит и то, что кошку часто изображают белой на чёрном фоне.

## Деревянный башмак
Деревянный башмак использовался анархистами как символ в XIX и начале XX века. Сейчас этот символ почти забыт. Слово «саботаж» предположительно происходит от французского названия деревянного башмака, сабо. Так называлась тактика голландских профсоюзных деятелей, бросавших деревянные башмаки в механизмы фабричных станков, вызывая тем самым остановку их работы.

## Флаги
Флаги анархистских организаций, как правило, чёрные либо комбинируют в равных долях чёрный и другие цвета, подчёркивая принадлежность к той или иной разновидности анархизма. Чаще всего флаг разделён диагональной линией на две половины, одна из которых (нижняя) — чёрная, а вторая (верхняя) — красная, зелёная, пурпурная и т. д.

### Чёрный флаг
Чёрный цвет ассоциируется с анархизмом с 1880 года. Название многих анархистских групп содержит слово «чёрный». Также существует масса анархистских периодических изданий под названием «Чёрный флаг».
Однородный чёрный цвет этого флага символизирует отрицание всех опрессивных структур. Простой чёрный флаг — это почти антифлаг (государства, как правило, используют красочные флаги). К тому же, белый флаг традиционно является знаком сдачи на милость победителя и, таким образом, чёрный флаг можно рассматривать как полярную противоположность капитуляции. Предполагается также, что чёрный цвет флага символизирует скорбь по товарищам, погибшим за идеи анархизма.
Чёрный флаг также использовался пиратами.

#### История
В 1831 году землекопы города Реймс (Франция) подняли бунт под чёрным флагом, на котором был лозунг «Труд или смерть!». Знаменитое восстание ткачей в Лионе 1831 г. также проходило под чёрным флагом.
Позже, после разгрома Парижской коммуны, чёрное знамя стало символом скорби по вольному городу.
В 1918—1921 годах гуляйпольские анархисты во главе с Нестором Махно сражались под чёрными анархистскими знамёнами.

### Чёрно-красный флаг
Чёрно-красный флаг является символом анархо-синдикализма и анархо-коммунизма. Принципы этих идеологий базируются как на анархизме, так и на идеях коммунизма (в большей степени, чем другие антикапиталистические анархистские движения). Именно поэтому их флаг комбинирует чёрный цвет анархизма и красный цвет коммунизма.
Впервые чёрные и красные флаги использовались при восстании в Лионе в 1831 году. Позже под чёрно-красные знамёна встали итальянские, испанские и мексиканские анархисты.
Современный чёрно-красный флаг появился в Испании и Франции в начале XX века.

### Чёрно-зелёный флаг
Чёрно-зелёный флаг является модификацией традиционного чёрно-красного флага. Этот флаг используется движением социальной экологии, экоанархистами и анархо-примитивистами. Он призван символизировать анархизм, который заботится не только о людях, но и об окружающей природе (лесах, животных, биосфере и т. д.). Поэтому в него и включён зелёный цвет как символ природы.

### Чёрно-пурпурный флаг
Разновидность анархистского флага, чёрно-пурпурный флаг является символом анархо-феминизма. Он призван отображать борьбу против сексизма и патриархата.

### Чёрно-жёлтый флаг
Чёрно-жёлтый флаг является символом анархо-капитализма (а также либертарианства в целом)

### Черно-розовый флаг
Символ квир-анархизма в поддержку ЛГБТ и против иерархий.

### Чёрно-синий флаг
Символ анархо-трансгуманизма, политической философии сочетающей анархистские и трансгуманистические идеи в своей основе.
.

## Другие символы

### Чёрная роза
Чёрная роза — малораспространённый анархический символ. Он происходит от английского перевода старинной ирландской баллады — «Róisín Dubh». Символ Чёрной Розы, как правило, используется в просветительских инициативах — книжном анархоиздате и журналистике, а также его наравне с красным крестом используют некоторые анархомедики. Одним из популяризаторов этого символа является Лиз Хайлеман (Liz Highleyman). Также Чёрная Роза присутствует на эмблеме — «анархической книжной ярмарки» — Сан-Франциско и «Анархической библиотеке Портланда» — Орегон.

### Весёлый Роджер

Весёлый Роджер

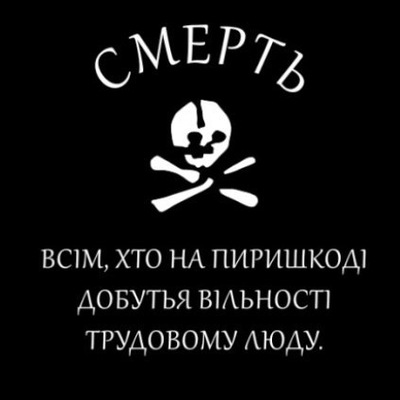
Один из неофициальных флагов Вольной территории

Весёлый Роджер (англ. Jolly Roger) — пиратский чёрный флаг с черепом и костями, с недавних пор стал популярным среди анархистов. На многих пиратских судах была установлена демократия. Пираты же, по преданию, основали первую и единственную анархистскую пиратскую республику, Либертацию (Либерталию) на острове Мадагаскар. Анархисты утверждают, что им импонирует пиратская любовь к свободе и справедливости, и именно поэтому они и используют пиратский флаг.

### Звёзды
Анархистские организации часто используют звёзды в качестве символов. Они обычно либо чёрного или красного цвета либо разделены диагональной линией на два сектора: чёрный и красный/зелёный/пурпурный и т. д.

### Libertatis Equilibritas

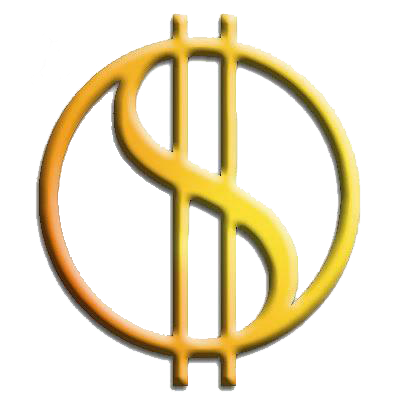
Libertatis Equilibritas

Libertatis Equilibritas (баланс свобод) — новый весьма спорный анархистский символ. Больше всего он напоминает золотой знак доллара. Его изобретатели утверждают, что этот символ родился как производное трёх хорошо известных символов: «А в круге», «Инь-ян» и международного символа доллара $.
«А в круге» является основой Libertatis Equilibritas, так как является самым узнаваемым и важным символом анархизма. Этот знак объединяет два других и образует внешнее кольцо Libertatis Equilibritas.
«Инь-ян» традиционно символизирует единство и борьбу противоположностей. В символе Libertatis Equilibritas знак «Инь-ян» означает баланс свобод и прав.
Знак доллара — наиболее спорная часть Libertatis Equilibritas. Традиционно он означает валюту США либо, в более широком смысле, является символом капитализма. Однако авторы Libertatis Equilibritas утверждают, что в их символе знак доллара призван означать свободу обмена, будь то идеи, товары или услуги.
Libertatis Equilibritas — анархо-капиталистов.

### Символ агоризма

Символ агоризма

Символом агористов (революционных рыночных анархистов) является буква «А» в круге, у которой справа вверху добавляется цифра «3». Таким образом, это одновременно является отсылкой к лозунгу агористов «Agora! Anarchy! Action!» («Агора! Анархия! Действие!») и к названию организации Agorist Action Alliance.

### «Ешь богатых»

Символ «Ешь богатых»

Символ «Ешь богатых» (англ. Eat the Rich) — вариация Весёлого Роджера, существует с 1980-х годов. На первый взгляд он выглядит как Весёлый Роджер, но скрещенные кости заменены на вилку и нож. Это, по большей части, символ анархо-панка.
Слоган «Ешь богатых» был популяризирован среди анархо-панковского общества благодаря одноимённой песне Motörhead, выпущенной в 1987 году, написанной для одноимённого фильма Питера Ричардсона, а также одноимённой песне группы Aerosmith с альбома «Get a Grip» (1993).

### Символ RASH

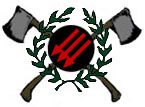
Логотип RASH

Содружество Красных и Анархо Скинхедов использует в качестве символа круг с тремя красными или белыми стрелами внутри. Стрелы обозначают «Свобода, Равенство, Взаимопомощь».
Символ трёх стрел появился в начале 1930-х годов в Германии как эмблема Железного Фронта.

### Африканский анархизм

Логотип «Zabalaza anarchist communist front»

Этот символ используется в основном анархической коммунистической федерацией Zabalaza (Zabalaza Anarchist Communist Federation, также ZACF или ZabFed). ZabFed — это федерация анархистских групп Южной Африки, вдохновлённая организационной платформой либертарных коммунистов. Члены ZabFed разделяют взгляды касательно теоретического и тактического единства, коллективной ответственности и федерализма, предложенных Платформой.
Символ объединённой Африки, исполненный в традиционных чёрно-красных анархистских тонах, важен как символ смешения различных демографических групп, представленных Zabalaza в социальной пост-колониальной среде с различными расовыми и сексуальными проблемами.